# Shogun
Titlul de shogun (将軍 shōgun?, lit. „conducător militar”, „general”), titlul complet Seii-Taishogun (征夷大将軍 seiitaishōgun?, „marele general care subjugă/cucerește”), a fost cel mai înalt grad militar al Japoniei medievale, echivalent aproximativ cu cel de “generalissim”. Inițial a fost acordat în anul 1192 de împăratul Go-Toba (1184-1198) șefului clanului Minamoto, Yoritomo, drept recunoaștere a succeselor militare în expediția contra triburilor emishi în nord-estul insulei, astfel conferindu-i puterea militară în stat.
Japonia a fost cârmuită de shoguni timp de șapte secole, însă doar cinci familii au deținut demnitatea shogunală: Minamoto (1192-1219), Fujiwara (1226-1252), familia imperială (1252-1338), Ashikaga (1338-1573) și Tokugawa (1603-1868). Familia Fujiwara se trage din clanul Nakatomi, cel care furniza din tată în fiu preoții religiei băștinașe șinto. Clanul Nakatomi va primi după revoluția Taika din anul 645, numele de Fujiwara.
Numai un singur daimyo putea la un moment dat să se bucure de acest titlu. Orice daimyo care se împotrivea shogunului se considera a fi răzvrătit împotriva  tronului, era înlăturat de îndată și își pierdea domeniile.

## Istoric
În a doua jumătate a secolului al XII-lea în Japonia s-a înăsprit lupta pentru putere între două grupuri ale aristocrației funciare locale: casa Minamoto, care stăpânea pământuri în partea de nord-est a Japoniei și casa Taira, ale cărei domenii erau situate în Japonia de sud-vest. Clanul Minamoto s-a ramificat apoi în numeroase familii cum ar fi: Ashikaga, Tokugawa, Nitta, Kitabatake etc. Casa Minamoto, biruitoare în lupta decisivă de la Dan-no-ura din anul 1185, a început, după înlăturarea de la puterea reală a împăratului (împăratul va continua să-și aibă reședința la Kyoto), să joace rolul principal în viața politică a țării. În august 1192, Minamoto Yorimoto a adoptat titlul de shogun și a devenit cârmuitorul Japoniei. Reședință a shogunului și capitală politică a Japoniei a devenit orașul Kamakura. De acum înainte, până în noiembrie 1867, acest titlul de shogun va fi purtat de deținătorul real al puterii, în timp ce împărații vor rămâne simboluri la Kyoto (shogunii fiind socotiți uzurpatori).
Shogunatul obținea veniturile, în principal, pe două căi: prima era impozitul în orez, care se ridica anual la 8 milioane koku (1 koku = 180,38 kg) din producția totală de 28-29 milioane koku pe an. Aceste cifre se referă la începutul perioadei Tokugawa. Pentru perioada mai târzie se apreciază că producția de orez a Japoniei era de circa 30 milioane koku, din care 4,2 milioane mergeau la familia shogunului și 2,6 milioane la vasalii lui. A doua cale era impozitul asupra mineritului, comercianților și artizanilor, care erau însă mici în comparație cu ceea ce se obținea din dările în orez ale țăranilor. Întrucât agricultura se desfășura pe mici arii, din cele 84 de provincii (kuni), marii nobili provinciali nu au putut acumula destule bogății ca să devină un pericol pentru shogun.
Teoria prin care shogunul a exercitat puterea reală și prin care împăratul era ținut în palatul din Kyoto, consta în aceea că nu se cuvine ca persoana împăratului să fie contaminată de grijile statului, așa că el a delegat temporar puterea generalului său, împăratul rămânând, în teorie, sursa întregii puteri. Cu toate că tronul împăratului a fost izolat, simțămintele de loialitate ale japonezilor față de el nu au încetat niciodată. Shogunul a înțeles aceasta și l-a înconjurat pe împărat cu un zid aproape impenetrabil de obstrucții protocolare și ceremoniale, reușind să-l țină în izolare și departe de viața politică, astfel ca împăratul să nu poată interveni și controla evenimentele.
Problema cu care s-au confruntat japonezii sub guvernările dictatoriale shogunale, a constat în aceea că dacă nu ar fi respectat tradiția familiei imperiale ar fi ajuns la propria ruinare, iar dacă ar fi arătat respect exagerat pentru ea, și-ar fi pus în pericol propria lor existență. Acestea nu au avut niciodată puterea de a distruge focarul credinței și tradiției naționale nipone, adică familia imperială. Mai mult, respectul față de ea a fost, în realitate, condiția necesară pentru stabilirea și menținerea propriei sale puteri militare și economice în arhipelag. În acest fel, se explică de ce curtea imperială a rămas, de-a lungul timpului, un centru unificator pentru toate clanurile (uji) japoneze.

## Shogunii Kamakura

Minamoto no Yoritomo, primul shogun (1192–1199) al shogunatului Kamakura

Când Minamoto Yoritomo (1147-1199) a ajuns la putere și a înființat un guvern războinic la Kamakura, el și descendenții săi au devenit cunoscuți sub numele de șogunii Kamakura. După moartea lui Yoritomo, membrii clanului Hojo, al soției sale, au devenit regenții - cei care aveau grijă de șoguni -, care dețineau o putere mai mare chiar și decât a șogunilor. În 1274 și 1281, samuraii Hojo au respins invadatorii mongoli, însă aceste campanii au slăbit șogunatul Kamakura, care s-a prăbușit în 1333.
Începând cu perioada Kamakura (1185-1333), shogunul își va organiza la Kamakura o a doua capitală a țării, un guvern propriu, o administrație centrală cu trei ministere: al administrației civile, al justiției și al treburilor militare (inclusiv de poliție). Este o epocă în care exaltă spiritul militar, cultul trecutului, loialitatea, forța morală, curajul, onoarea de castă, spiritul de sacrificiu. La curtea din Kamakura, care rivaliza în bogăție și strălucire cu cea de la Kyoto - unde își avea sediul împăratul - muzica, poezia și literele cad în dizgrație. În schimb, la Kamakura, se dezvoltă o concepție de viață energică, militaristă.
Dezvoltarea comerțului exterior a dus la întărirea pozițiilor economice ale feudalilor din sud-vest, care au concentrat în mâinile lor aproape tot comerțul Japoniei cu China și Coreea. În prima jumătate a secolului al XIV-lea, feudalii din sud-vest, reprezentați de familiile Taira, s-au ridicat împotriva conducătorilor din Kamakura și țara a fost scindată în două tabere.

## Restaurarea Kemmu
Sfârșitul shogunatului Kamakura a venit atunci când Kamakura a căzut in 1333 si Regenta Hojo a fost distrusă. Două familii imperiale, Go-Saga ramura superioară, si Go-Daigo ramura inferioară, au atentat la tron. Dupa ce a refuzat alternarea cu Go-Saga, ramura Go-Daigo a fost exilată. În jurul anilor 1334-1336 Ashikaga Takauji i-a ajutat pe Go-Daigo să recapete tronul.
Lupta împotriva shogunatului l-a lăsat pe Împărat cu prea mulți oameni ce-și doreau pământuri. Ashikaga Takauji s-a intors împotriva împăratului când mulțimea de oameni nemulțumiți în privința împărțirii pământurilor a crescut îndeajuns de mult. În 1336 împăratul a fost izgonit din nou, în favoarea unui nou împărat.
În timpul Restaurării Kemmu, după caderea shogunatului Kamakura in 1333, un alt shogun s-a ridicat. Prințul Moriyoshi (de asemenea cunoscut ca și Prințul Morinaga), fiul împăratului Go-Daigo, a fost numit Sei-i-tai shogun. Cu toate acestea, Prințul Moriyoshi a fost pus mai târziu sub arest și, în 1335, a fost ucis de Ashikaga Tadayoshi.

## Shogunii Ashikaga

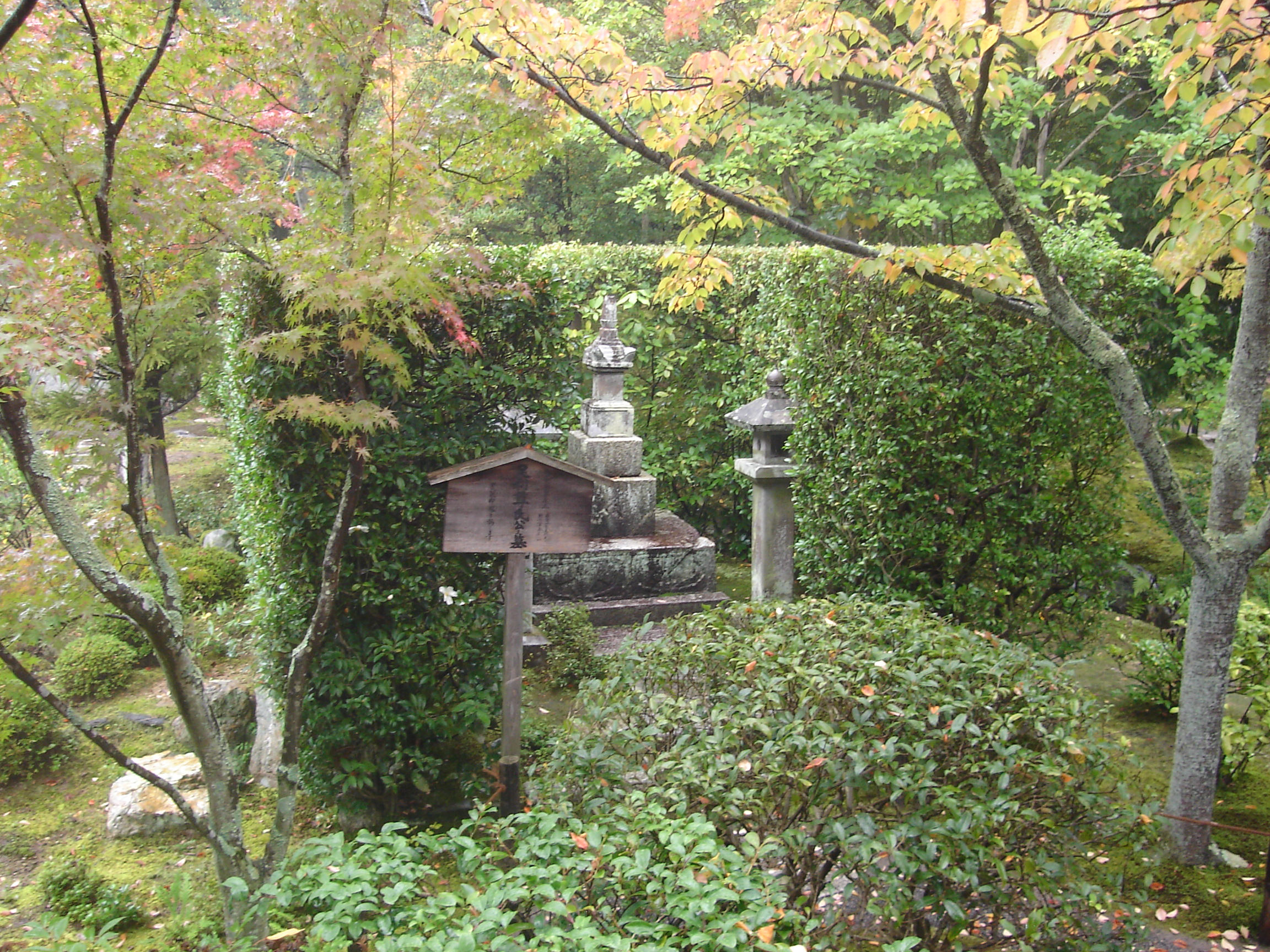
Mormântul lui Ashikaga Takauji

Ashikaga Takauji a învins șogunii Kamakura în 1333, în numele împăratului, însă apoi s-a autoproclamat șogun, în 1338. Și-a stabilit centrul guvernării în Muromachi, Kyoto. Șogunii Ashikaga au devenit interesați de artă, precum ceremonia ceaiului și dramaturgia noh, și nu de războaie. În 1573, un mic conducător, numit Oda Nobunaga (1534-1582), l-a detronat pe șogunul Ashikaga.
Perioada tatonării de către străini a pătrunderii în Japonia corespundea pe plan intern cu accentuarea crizei politice și sociale a regimului shogunatului Ashikaga și, prin aceasta, slăbirea capacității lui de ripostă în fața ofensivei din exterior.

## Shogunii Tokugawa

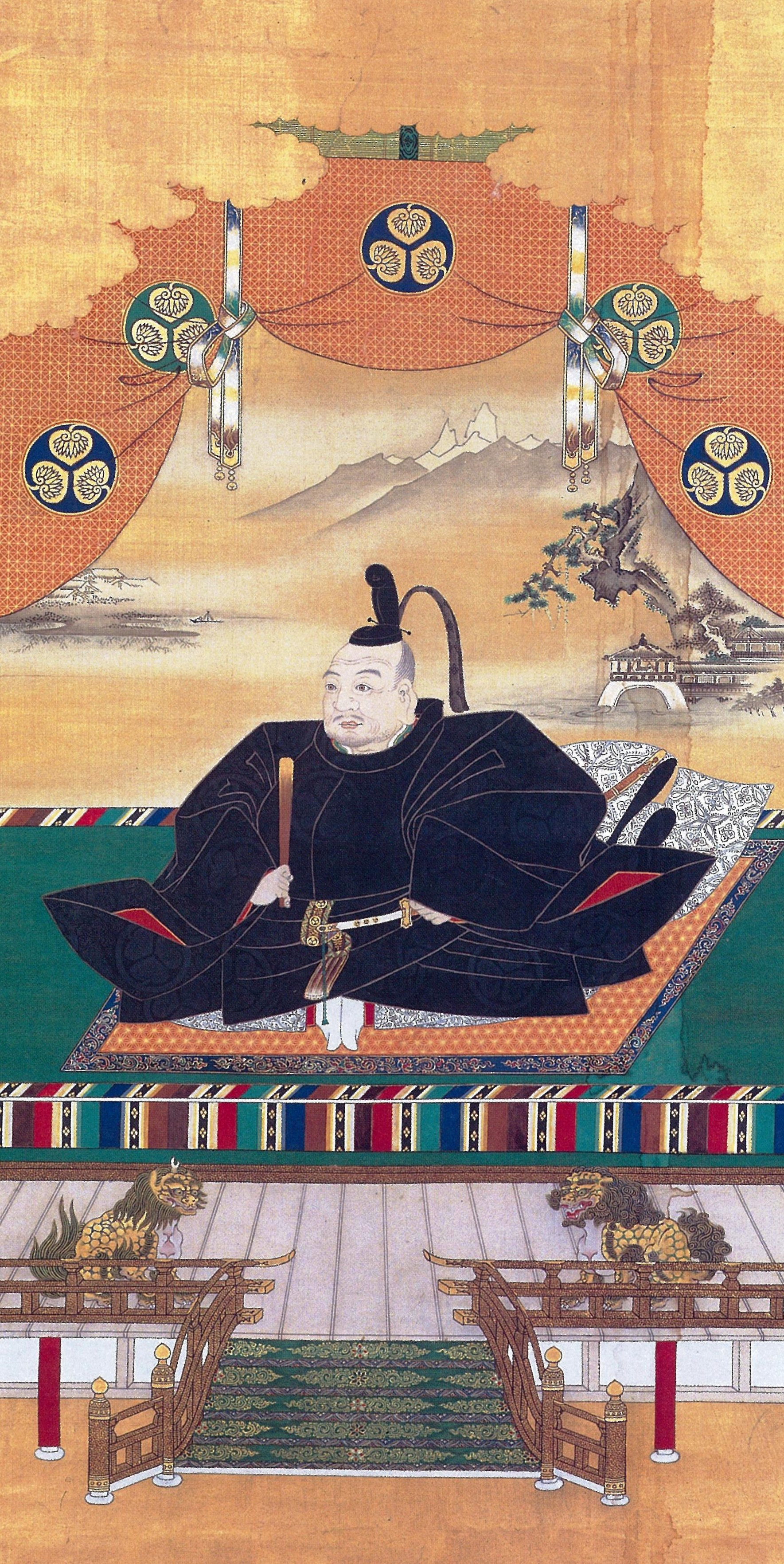
Ieyasu Tokugawa

Tokugawa Ieyasu, un geniu militar, a început ca un daimyo oarecare, însă în 1603 a devenit șogun. Ei și succesorii săi au formulat reguli economice și politice care au asigurat pacea mai bine de două secole. În 1868, din cauza presiunilor din interiorul și din afara țării, ultimul dintre șogunii Tokugawa a fost forțat să renunțe la rangul său, împăratul preluând puterea. Astfel s-au încheiat 700 de ani de stăpânire a șogunilor și a samurailor.
După reunificarea țării sub dominația shogunilor din casa Tokugawa, la începutul secolului al XVII-lea, shogunii au aplicat o politică de izolare a Japoniei pentru a împiedica pătrunderea influenței economice și politice a Europei. Shogunii Tokugawa își mută capitala la Edo (azi Tokyo) care, dintr-un mic sat de pescari, devine centrul politic al țării. În timpul domniei primilor shoguni Tokugawa - Ieyasu (1603-1605), Hidetada (1605-1623) și Iemitsu (1623-1652) - atât străinii cât și japonezii convertiți la creștinism au fost persecutați cu multă asprime, până în anul 1640 fiind expulzați toți europenii din Japonia. Faptul a dus la declanșarea unor mișcări de revoltă între anii 1637 și 1638. Perioada Edo a fost epoca în care s-au creat instituțiile politice, economice și sociale, într-un mediu cultural specific, care au influențat (și chiar au determinat) evoluția societății japoneze până în zilele noastre.
Ultimul shogun, Tokugawa Yoshinobu (1867-1867), după abdicare, nu și-a făcut seppuku, așa cum ar fi cerut tradiția, ci a trăit un timp în obscuritate, iar mai apoi a fost primit la curtea imperială.

## Ierarhia in Japonia Feudală
Societatea era împărțită în două clase în Japonia feudale, nobilitatea și țărănimea. Clasa nobilă forma aproximativ 12% din populație, restul fiind țărani.

### Împăratul și Shogunul
Împăratul și Shogunul erau cele mai înalte ranguri nobile. În timpul Japoniei feudale Shogunul deținea cea mai multă putere, în timp ce Împăratul nu era mai mult decât o marionetă sau o figură cu foarte puțină putere adevarată. Sabia, sau Nihonto în japoneză (katana a fost folosită începând cu perioada shogunatului Ashikaga), era o unealtă foarte importantă pentru un Shogun, el fiind conducătorul militar.

### Daimyo
Daimyo erau conducători puternici. cei mai puternici în afară de shoguni și sub conducerea lor din secolul X până la începutul secolului XIX. În provincia lor daimyo aveau putere militară și economică deplină. Daimyo aveau multe proprietăți și armate care să le apere, cât și muncitori. Chiar și cei mai puternici dintre conducători deveneau rareori Shoguni.

### Samurai
Armatele Daimyo erau formate din războinici samurai. Samuraii erau sub stăpânirea unui Daimyo, dar aveau anumite privilegii și de asemenea un statut social mai înalt decat oamenii de rând. Aceste privilegii includeau un nume adițional, un simbol al familiei și purtarea a doua săbii. Oamenii cu nume de Samurai sunt încă trațati cu respect în Japonia din zilele noastre. Deși majoritatea samurailor nu erau bine educați, ei aveau un strict cod de onoare sau "calea războinicului", cunoscut ca bushido în japoneză. Dacă un samurai încălca codul bushido și aduce dezonoare lui însuși se aștepta ca acesta să comită seppuku, sau ritualul sinuciderii. Femeilor le era permis să servească ca și samurai dar numai sub conducere bărbătească.

### Țăranii
Țăranii erau împărțiți în mai multe clase mai mici. Cea mai înaltă clasă era cea a fermierilor. Fermierii care dețineau pământ erau considerați a avea un rang mai înalt decat cei care nu dețineau. Artizanii erau a doua cea mai înaltă clasa socială. Aceștia lucrau în lemn și metal și câțiva dintre aceștia au devenit cunoscuți sculptori de săbii Samurai. Negustorii erau cea mai joasă clasă deoarece se considera că își caștigau existența din urma muncii altora. Totuși, mai târziu aceștia au început să se îmbogațeasca datorită comerțului.